# Ekomuseum
Ett ekomuseum är ett friluftsmuseum där man bevarat och återställd byggnader på sin ursprunglig plats för att visa på sambanden mellan landskapet och ett äldre samhälles arbetsliv och arbetsmiljö. Ett ekomuseum har ingen egentlig museibyggnad och inga samlingar av föremål, bortsett från de föremål som förekommer i den ursprungliga miljön. Autentiska industri- och kulturhistoriska platser med gemensam historia kan utgöra ett ekomuseum. Tonvikten ligger på natur och kultur och visar bygden, landskapet, dess naturresurser och framför allt människan som skapat sig en tillvaro där.
Förleden ”eko” som i ekologi och ekonomi kommer från grekiskans  ”oikos” som betyder hushåll. Ekomuseum som begrepp skapades 1971 av International Council of Museums i Grenoble.
Lokal kultur och lokal identitet är grunden i ett ekomuseum. Viktigt är att skapa förutsättningar för att natur och kulturvärden skyddas och utvecklas genom ett helhetsperspektiv på området. Det första ekomuseet skapades i Frankrike år 1972, Écomusée du Creusot-Montceau och ligger i Bourgogne. Ekomuseer finns numera i de flesta europeiska länder och skapas i rask takt i södra Europa där särskilt Italien intagit en särställning. Även i Östeuropa är ekomuseirörelsen stark och nya ekomuseer planeras och tar form i länder som Polen, Tjeckien m.fl. Ledorden för ett ekomuseum kan vara "Människa - Miljö – Landskap" eller  "Patrimonio – Territorio – Comunità".